# Línea CEM (Avanza Zaragoza)
La línea CEM es una línea especial de Avanza Zaragoza que realiza el recorrido comprendido entre la Puerta del Carmen y el Complejo Funerario de la ciudad de Zaragoza.
Tiene una frecuencia media de 7 minutos.